# 유봉순
유봉순(1919년 1월 7일~1980년 9월 13일)은 대한민국의 정치인이다. 제3·4대 국회의원을 지냈다.

## 역대 선거 결과
|  | 15.14% |

|  | 42.55% |

|  | 69.53% |

|  | 12.86% |

|  | 3.6% |

|  | 2.06% |